# Mistrovství Asie ve sportovním lezení 2010
Mistrovství Asie ve sportovním lezení 2010 (anglicky: Asian Continental Championship) se uskutečnilo již po devatenácté, v čínském Čchang-č' ve třech disciplínách (v lezení na obtížnost, rychlost a v boulderingu).

## Průběh závodů
V lezení na obtížnost postoupilo do finále devět mužů pro shodné pořadí v semifinále, o prvním a druhém místě rozhodovalo superfinále. Celkem měli domácí závodníci osm finalistů a tři ženy na stupních vítězů v lezení na rychlost.

### Výsledky mužů a žen
| obtížnost          | obtížnost             | rychlost                 | rychlost                | bouldering              | bouldering            |
| ------------------ | --------------------- | ------------------------ | ----------------------- | ----------------------- | --------------------- |
| muži               | ženy                  | muži                     | ženy                    | muži                    | ženy                  |
| 1. Min Hjon-pin    | 1. Kim Ča-in          | 1. Alexandr Nigmatulin   | 1. Che Cchuej-lien      | 1. Min Hjon-pin         | 1. Akijo Noguči       |
| 2. Son Sang-won    | 2. Akijo Noguči       | 2. Omid Sheikhbahaei     | 2. Yang Wang            | 2. Cukuru Hori          | 2. Kim Ča-in          |
| 3. Kazuma Watanabe | 3. Sin Un-son         | 3. Mohsen Mohammadinegad | 3. Chunhua Li           | 3. Keita Mogaki         | 3. Sin Un-son         |
|                    |                       |                          |                         |                         |                       |
| 4. Akito Macušima  | 4. Hung Ying Lee      | 4. Ning Zhang            | 4. Hung Ying Lee        | 4. Kazuma Watanabe      | 4. Xuhua Pan          |
| 5. Keita Mogaki    | 5. Xuhua Pan          | 5. Nikita Devyaterikov   | 5. Dinara Irsaliyeva    | 5. Gholamali Baratzadeh | 5. Asaki Hagiwara     |
| 6. Seolbin Sim     | 6. Hiu Ying Liu       | 6. Yuhang Zhang          | 6. Tamara Kuzněcovová   | 6. Son Sang-won         | 6. Tamara Kuzněcovová |
| 7. Jaha Kim        | 7. Elnaz Rekabi       | 7. Artyom Devyaterikov   | 7. Anastassiya Bryakina | —                       | —                     |
| 8. Xiangyang Ye    | 8. Tamara Kuzněcovová | 8. Mikhail Yekimenko     | 8. Sajadeh Soltaninejad | —                       | —                     |
| 9. Davoud Rakabi   | —                     | —                        | —                       | —                       | —                     |
|                    |                       |                          |                         |                         |                       |
| 2/9 finalistů      | 8 finalistek          | 4/8 finalistů            | 4/8 finalistek          | 6 finalistů             | 6 finalistek          |
| 24 semifinalistů   | 22 semifinalistek     | 16 semifinalistů         | 16 semifinalistek       | 20 semifinalistů        | 20 semifinalistek     |
| 34 mužů            | 22 žen                | 26 mužů                  | 19 žen                  | 32 mužů                 | 23 žen                |

### Medaile podle zemí
| pořadí | stát        | Zlatá medaile | Stříbrná medaile | Bronzová medaile | celkem |
| ------ | ----------- | ------------- | ---------------- | ---------------- | ------ |
| 1.     | Jižní Korea | 3             | 2                | 2                | 7      |
| 2.     | Japonsko    | 1             | 2                | 2                | 5      |
| 3.     | Čína        | 1             | 1                | 1                | 3      |
| 4.     | Kazachstán  | 1             | 0                | 0                | 1      |
| 5.     | Írán        | 0             | 1                | 1                | 2      |

### Zúčastněné země
| 1.   | Jižní Korea      | Jižní Korea      | Kazachstán       | Čína             | Jižní Korea      | Japonsko         |
| 2.   | Japonsko         | Japonsko         | Írán             | Čínská Tchaj-pej | Japonsko         | Jižní Korea      |
| 3.   | Čína             | Čínská Tchaj-pej | Čína             | Kazachstán       | Írán             | Čína             |
| 4.   | Írán             | Čína             | Čínská Tchaj-pej | Írán             | Hongkong         | Kazachstán       |
| 5.   | Čínská Tchaj-pej | Hongkong         | Hongkong         | Kyrgyzstán       | Kazachstán       | Čínská Tchaj-pej |
| 6.   | Singapur         | Írán             | Jižní Korea      | —                | Malajsie         | Írán             |
| 7.   | Kazachstán       | Kazachstán       | Kyrgyzstán       | —                | Čína             | Thajsko          |
| 8.   | Malajsie         | Thajsko          | Singapur         | —                | Singapur         | Hongkong         |
| 9.   | Hongkong         | Kyrgyzstán       | —                | —                | Kyrgyzstán       | Kyrgyzstán       |
| 10.  | Thajsko          | —                | —                | —                | Čínská Tchaj-pej | —                |
| 11.  | —                | —                | —                | —                | Thajsko          | —                |
| (11) | 10               | 9                | 8                | 5                | 11               | 9                |